# 愛荷華鎮區 (愛荷華州華盛頓縣)
愛荷華鎮區（英語：Iowa Township）是位於美國愛荷華州華盛頓縣的一個行政鎮區。

## 地方資料
根據2010年美國人口普查的數據，愛荷華鎮區的面積為107.44平方千米，當中陸地面積為106.67平方千米，而水域面積為0.77平方千米。當地共有人口2262人，而人口密度為每平方千米21.05人。